# Donna Jean Godchaux
Donna Jean Godchaux-MacKay, rodným jménem Donna Jean Thatcher, (* 22. srpna 1947, Florence, Alabama, USA) je americká zpěvačka.
Začínala v 60. letech jako doprovodná vokalistka, například na nahrávkách Percyho Sledge, Cher, Elvise Presleyho a Boze Scaggse. Od roku 1970 byl jejím manželem hudebník Keith Godchaux. Koncem roku 1971 se stala členkou skupiny Grateful Dead, v níž již několik měsíců působil její manžel. Skupinu opustili společně v únoru 1979. V roce 1975 spolu vydali desku Keith & Donna. Rovněž působili ve skupině Jerry Garcia Band, vedené frontmanem Grateful Dead, s níž nahráli její jediné studiové album Cats Under the Stars (1978). V roce 1980 spolu založili kapelu Heart of Gold Band, která zůstala aktivní do roku 1981, navzdory Godchauxově smrti v červnu 1980. Jejich syn Zion Godchaux je rovněž hudebník, člen kapely BoomBox.
Později se vdala za baskytaristu Davida MacKaye, s nímž počínaje rokem 2006 působí v kapele Kettle Joe's Psychedelic Swamp Revue, později přejmenované na Donna Jean Godchaux Band. Coby host vystupovala i s projekty dřívějších členů Grateful Dead, například RatDog a Dead & Company, a také s revivalovou skupinou Jazz Is Dead.
V roce 1994 byla jako členka Grateful Dead uvedena do Rokenrolové síně slávy. Roku 2016 byla samostatně uvedena do Alabamské hudební síně slávy.